# George Leveson-Gower, 1. Hertug af Sutherland
George Granville Leveson-Gower, 1. Hertug af Sutherland KG, PC (født 9. januar 1758, død 19. juli 1833), kendt som viscount Trentham fra 1758 til 1786, som Earl Gower fra 1786 til 1803 og som markisen af Stafford fra 1803 til 1833 var en engelsk politiker, diplomat, godsejer og mæcen for kunst fra familien Leveson-Gower.
Han blevet kaldt "Leviathanen af Rigdom" og "Den rigeste mand der nogensinde døde". Han var den rigeste mand i Storbritannien i den sidste del af sit liv. Den store rigdom kom fra ejendomsretten til jord, udnyttelse af de mineralske ressourcer jorden indeholdt og, som Disraeli påpegede, "talent for ægte kvindelige arvinger".

## Biografi
Som ældste søn af Granville Leveson-Gower, 2. Jarl Gower, 1. markis af Stafford og hans anden hustru, lady Louisa Egerton, John Egerton, 2. Hertug af Bridgewaters yndlingssøster, arvede han betydelige indtægter og formuer fra Bridgewater-kanalen, da hans onkel døde i 1803. Samme år døde hans far, og han arvede familiens ejendomme ved Lilleshall i Shropshire og Trentham i Staffordshire.
George Granvilles ægteskab i 1785 med Elizabeth, grevinden af Sutherland, baronesse af Strathnavar (1765-1839), bragte ham store godser i Skotland med endnu en residens: Dunrobin Castle. Hun havde arvet store godser i Sutherland på 1,25 millioner acres (ca. 505.000 hektar) i en alder af 1 år, da hendes forældre døde af tyfus feberen i Bath i 1766.
Leveson-Gower-familien besad således tre store residenser, Dunrobin i Skotland, Lilleshall Hall som i 1820 blev genopbygget som hjem for familiens arving og til sidst Trentham Hall, en meget storslået Italiensk palads, med en sø, formelle haver, terrasser og skov. Paladset blev udviet og forbedret for £123.000 i 1830-erne. Det svarer til ca. £13,35 mio. i 2019, cirka 111,4 mio danske kroner.
Hans enorme rigdom stammede dels fra udnyttelsen af mineralrigdomme fra hans engelske godser, dels fra virksomheder som Lilleshall Co. Coal, lime og ironstone, som blev udnyttet på Donnington Wood Kannalen ved Lilleshall, bygget af hans far. George Granville fortsætte med at investere i kanalprojekter. Han anerkendte truslen om jernbanerne og investeret i dem i et forsøg på at beskytte sine interesser.
Han og hans forvalter, James Loch, blev meget upopulær for "The Highland Clearances", der blev gennemført omkring 1810 på Sutherland. Han var  chokeret over levevilkårene for sine skotske lejere, og de blev med magt forflyttet til nye industrikvarterer på kysten. Han blev derfor holdt ansvarlig for ødelæggelsen af Highlandernes livsstil. De engelske godser i West Midlands blev også forbedret, dog ikke  så drastisk.
I 1827 købte George Granville, lord Stafford, palæet York House i London af regeringen. Det var bygget af George 4.s broder, hertugen af York, der døde dybt forgældet, før palæet var færdigt. George Granville brugte £150.000 (Ca. £15 mio. i 2019, cirka 125,7 mio. dkk) til at færdiggøre og udvide palæet. Han ændrede også dets navn til Stafford House. Det er siden anerkendt som det fornemste byhus i London (Lancaster House fra 1912). Her blev familien ledere af fashionable samfund med hertuginden, der underholdt ved dyre fester og forlystelser.
George Granvilles politiske karriere var mindre strålende end hans faders, selv om han var MP og ambassadør i Paris. Senere, støttede han den katolske frigørelse og Reform loven. Som belønning blev han hertug af Sutherland i 1833.

## Død
Ved hans død i 1833 gik den enorme Bridgewater arv videre til hans søn, Francis, der senere blev Jarl af Ellesmere. Han tog sin bedstemors navn Egerton. Jernbaneinteresserne og resten af godserne gik til hans næstældste søn, George Sutherland-Leveson-Gower, 2. Herug af Sutherland

## Børn
Geroge Granville giftede sig med Elizabeth Sutherland, 19. grevinde af Sutherland, datter af William Sutherland, 18. jarl af Sutherland , tidligere Mary Maxwell, den 4 September 1785. De fik fire børn, der overlevede deres ungdom:
- George Sutherland-Leveson-Gower, 2. Herug af Sutherland,( 1786–1861) ægtede lady Harriet Elizabeth Georgiana Howard og fik:
- Lady Charlotte Sophia Leveson-Gower (c. 1788–1870), ægtede Henry Fitzalan-Howard, 13. hertug af Norfolk og fik børn.
- Lady Elizabeth Mary Leveson-Gower (1797–1891), ægtede Richard Grosvenor, 2. Markis of Westminster og fik børn, bl.a. Hugh Grosvenor, 1. Hertug af Westminster
- Francis Leveson-Gower (Senere Egerton) 1. Jarl af Ellesmere, (1800–1857) ægtede Harriet Greville og fik børn

## Referenceliste
1. ↑  CPI Inflation Calculator, Hentet d. 3/7 2019
2. ↑  GBP: Valutakurs GBP / DKK - Omregn Britiske pund til DKK
3. ↑  The Revolutionary Players, George Granville Leveson-Gower, 2nd Marquis of Stafford, 1st Duke of Sutherland, Hentet d. 3/7 2019
4. ↑  CPI Inflation Calculator, 1827, Hentet d. 3/7 2019
5. ↑  The Peerage, George Granville Leveson-Gower, 1st Duke of Sutherland, Hentet d. 3/7 2019